# Jo Woo-ri
Jo Woo-ri (hangul= 조우리, RR= Jo U-ri; n. 29 de marzo de 1992-) es una actriz surcoreana. 

## Carrera
Desde 2016 forma parte de la agencia KeyEast (키이스트).
Ha participado en series de televisión como Medical Top Team (2013), Modern Farmer (2014), A Daughter Just Like You (2015) y Descendientes del Sol (2016).
En 2018 se unió al elenco de (La belleza de Gangnam) 
En septiembre del 2019 se unió al elenco recurrente de la serie Beautiful Love, Wonderful Life (también conocida como "Love is Beautiful, Life is Wonderful") donde dio vida a Moon Hae-rang, la hermana menor de Moon Tae-rang (Yoon Park) y la secretaria de Do Jin-woo (Oh Min-suk), que se ve envuelta en una relación riesgosa.
En julio de 2020 se unió al elenco de la serie To All The Guys Who Loved Me (también conocida como "That Guy Is That Guy") donde interpretó a Han Seo-yoon, la hija de Kim Sun-hee (Choi Myung-gil), hasta el final de la serie en septiembre del mismo año.

## Filmografía

### Serie de televisión
| Año         | Título                                       | Rol              | Red         | Notas              |
| ----------- | -------------------------------------------- | ---------------- | ----------- | ------------------ |
| 2011        | Real School                                  | Seo Kyung-jong   | MBC Every 1 |                    |
| 2012        | Drama Special - The Brightest Moment in Life | amiga de Se-yeon | KBS2        |                    |
| 2012        | Can Love Become Money                        | Yoon Da-ran      | MBN         |                    |
| 2012        | Drama Special - Friendly Criminal            | Yeong-hwa        | KBS2        |                    |
| 2012        | Jeon Woo-chi                                 | Sol-mi           | KBS2        |                    |
| 2013        | Drama Special - Sirius                       | So-ri            | KBS2        |                    |
| 2013        | Pure Love                                    | Go Da-bi         | KBS2        |                    |
| 2013        | Medical Top Team                             | Yeo Min-Ji       | MBC         |                    |
| 2014        | Modern Farmer                                | Hwang I-ji       | SBS         |                    |
| 2015        | A Daughter Just Like You                     | So Jeong-i       | MBC         |                    |
| 2016        | Descendants of the Sun                       | Jang Hee-eun     | KBS2        |                    |
| 2017        | Witch at Court                               | Jin Yeon-hee     | KBS2        |                    |
| 2017        | Two Cops                                     | Min-ah           | MBC         |                    |
| 2018        | Queen of Mystery 2                           | Yoon Mi-joo      | KBS2        |                    |
| 2018        | Welcome to Waikiki                           | Kim Seon-woo     | JTBC        | Cameo              |
| 2018        | My ID is Gangnam Beauty                      | Hyun Soo-ah      | JTBC        |                    |
| 2018        | Life on Mars                                 | Jung-hee         | OCN         | Cameo              |
| 2019        | The Wind Blows                               | Choi Seung-yeon  | JTBC        | Cameo (ep. 3 y 4). |
| 2019 - 2020 | Beautiful Love, Wonderful Life               | Moon Hae-rang    | KBS 2TV     |                    |
| 2020        | To All The Guys Who Loved Me                 | Han Seo-yoon     | KBS 2TV     |                    |

## Premios y nominaciones
| Año  | Categoría        | Premios         | Trabajo                        | Resultado |
| ---- | ---------------- | --------------- | ------------------------------ | --------- |
| 2019 | Best New Actress | KBS Drama Award | Beautiful Love, Wonderful Life | Nominada  |